# میزان بیکاری

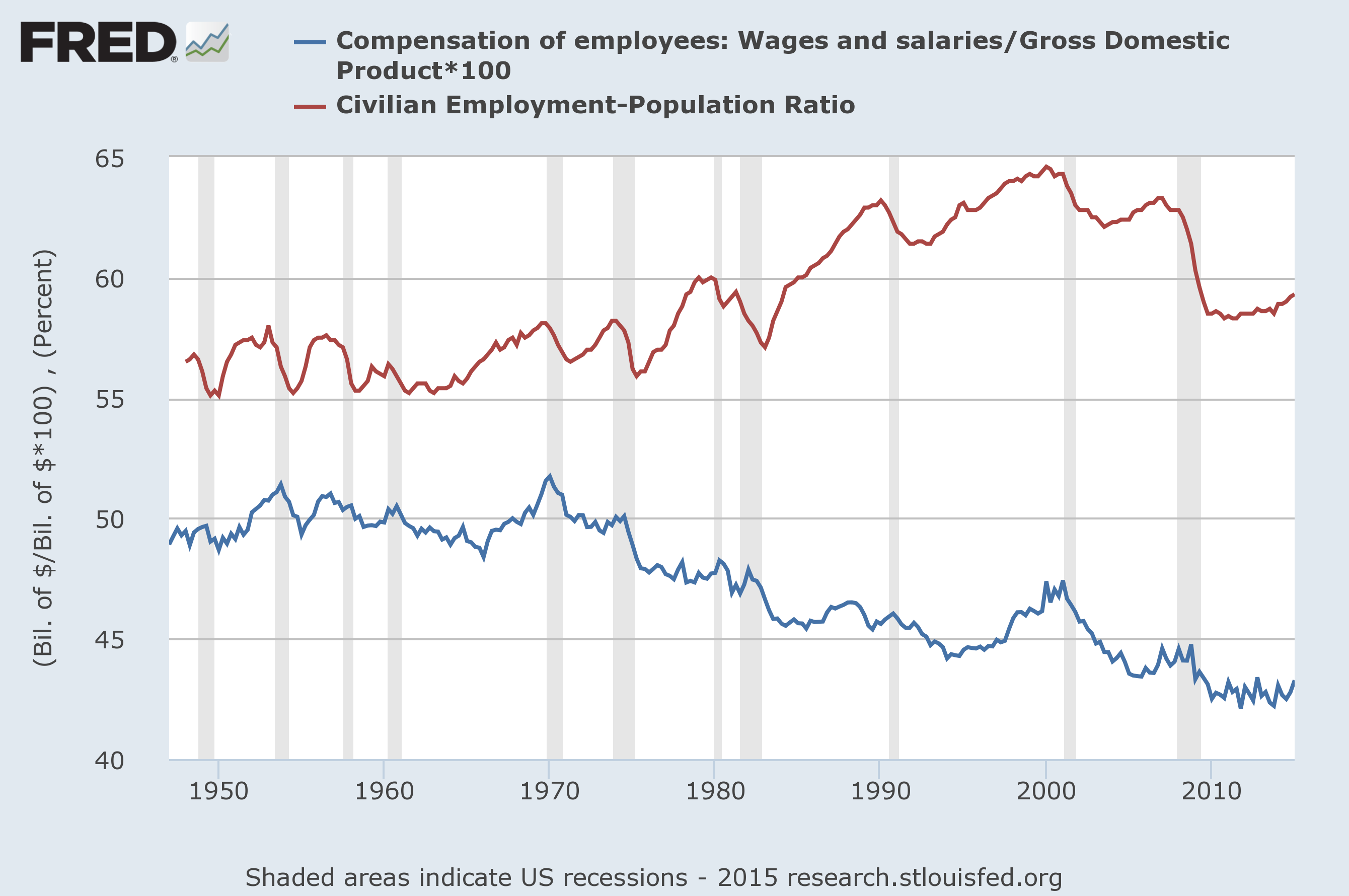
نمودار میزان بیکاری

میزان بیکاری به نسبت جمعیت بی‌کار به کل جمعیت فعال گفته می‌شود.